# Bob Beauprez

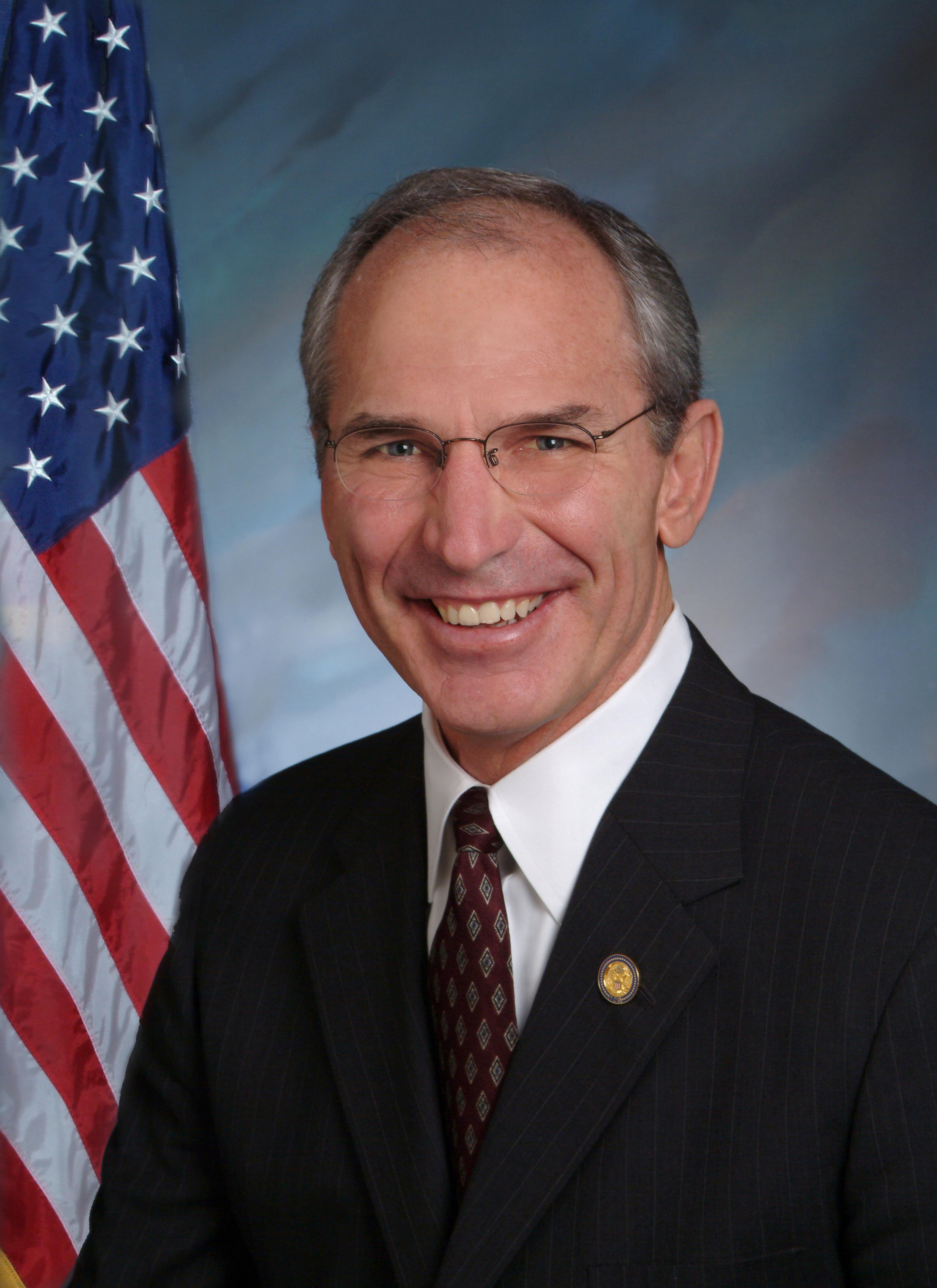
Bob Beauprez

Robert L. „Bob“ Beauprez (* 22. September 1948 in Lafayette, Colorado) ist ein US-amerikanischer Politiker, der von 2003 bis 2007 als Vertreter des Bundesstaates Colorado dem US-Repräsentantenhaus angehörte. Dort war er Ausschussmitglied im Ways and Means Committee.

## Leben
Nach seinem Studium an der University of Colorado arbeitete er zunächst im elterlichen Milchviehbetrieb. 1990 übernahm er dann zusammen mit seiner Frau ein kleines lokale Bankinstitut. Zwischen 1999 und 2002 war er Vorsitzender der Republikanischen Partei Colorados.
Beauprez war der republikanische Kandidat für die Gouverneurswahlen 2006 in Colorado. Er trat zusammen mit Janet Rowland (als Running Mate und damit Kandidatin für das Amt des Vizegouverneurs) gegen den Demokraten Bill Ritter an, gegen den er aber am 7. November 2006 unterlag. Seine Nachfolge im Kongress trat Ed Perlmutter an. Acht Jahre später, bei der Gouverneurswahl am 4. November 2014, kandidierte er erneut für das höchste Amt im Bundesstaat Colorado. Allerdings musste er sich in einer knappen Entscheidung dem demokratischen Amtsinhaber John Hickenlooper geschlagen geben. Dieser setzte sich mit 49,1 Prozent der Stimmen durch. Auf Beauprez entfielen 46,2 Prozent der Stimmen. Das Ergebnis stand jedoch aufgrund seiner Knappheit erst am Mittag des folgenden Tages fest.

## Familie
Mit seiner Frau Claudia ist Beauprez seit 1970 verheiratet, die beiden haben vier Kinder und einen Enkel.